# Linda Danvers
Linda Danvers, anche nota come Supergirl, è un personaggio dei fumetti statunitensi pubblicati da DC Comics. Debuttò in Supergirl (vol. 4) n. 1 (settembre 1996) e fu creata da Peter David e Gary Frank. Non dev'essere confusa con Linda Lee Danvers, identità segreta utilizzata da Kara Zor-El, incarnazione della supereroina Supergirl precedente agli eventi di Crisi sulle Terre infinite del 1985.

## Biografia del personaggio

### Matrice
Linda Danvers (figlia di un poliziotto, Fred Danvers, e di sua moglie Sylvia) cominciò la sua vita in modo sicuramente non eroico. Attirata in un mondo di oscurità dal suo ragazzo Buzz, Linda fu coinvolta in molte attività illegali ed illecite. Lei non sapeva che Buzz l'aveva scelta perché fosse sacrificata per il culto demoniaco per cui lavorava. Buzz la tagliò con un pugnale al fine di utilizzare il suo sangue per liberare un demone sulla Terra, ma intervenne Matrice, la Supergirl protoplasmatica. Matrice tentò di utilizzare i suoi poteri di mutaforma per richiudere le ferite aperte di Linda, ma invece finì per fondersi con lei. Linda e Matrice divennero la nuova Supergirl. Armata di nuove abilità super umane e il potere di trasformarsi da Linda Danvers in Supergirl, Linda cominciò a combattere il crimine e l'attività demoniaca, redimendo così la sua anima oscurata. Fu esitante nel rivelare la situazione al suo "fratello" adottivo, Superman, temendo la sua reazione nella scelta di co-optare una vita umana, ma accettò comunque il cambiamento. La complicazione maggiore era la rivelazione che il sacrificio di Matrice nel tentativo di salvare la vita di Linda trasformò lei e Linda nell'Angelo di Fuoco nato sulla Terra.

### Angelo nato sulla Terra
Quando Linda divenne l'Angelo nato sulla Terra (uno di tre), sviluppò delle ali di fuoco e vista di fuoco. Scoprì di potersi teleportare in un'esplosione di fuoco a forma di "S". Utilizzò i suoi poteri per combattere i demoni e gli dei oscuri, e addirittura la sua compagna Angelo nato sulla Terra Blithe. Incontrò un alleato angelico, nel cavallo Comet, che si rivelò essere la sua amica, Andrea Jones, e Angelo dell'Amore, nata accidentalmente in una caverna di ghiaccio. Ancora straniera, Linda cominciò a frequentare un ragazzo di nome Wally, che affermò di essere quella che nell'Universo DC viene definita la Presenza (il suo nome, spiegò, era una variazione di "Yahweh", il nome ebraico di dio). Wally aiutò Linda attraverso la sua strana trasformazione, specialmente quando le sue ali cambiarono da angeliche a simili a quelle di un pipistrello. Linda si ritrovò a combattere una super umana di nome Twilight, i cui poteri oscuri erano quasi identici a quelli angelici di Linda. Il suo più grande scontro arrivò quando Linda fu catturata da un uomo simile a Wally, che era il Carnivoro, il primo vampiro. Lei lo sconfisse, con l'aiuto di una figura angelica, chiamata semplicemente "Kara". Con la sconfitta del Carnivoro, il lato di Matrice le venne strappato via, lasciando Linda da sola ancora una volta.

### La ricerca di Matrice
Dopo la divisione, Linda riottenne la metà della super forza e dell'invulnerabilità che aveva quando si fuse con Matrice e poteva saltare un'altezza pari ad un ottavo di miglio (circa 200 m). Utilizzando alcuni articoli di un negozio di costumi, Linda creò un costume di Supergirl rosso, bianco e blu (lo stesso costume utilizzato dalla Supergirl animata di Le avventure di Superman) e agì come Supergirl, mentre cercava Matrice, con l'aiuto del suo ex ragazzo demoniaco Buzz, e con la sua amica supereroina Mary Marvel. Anche con delle abilità diminuite, era ancora sufficientemente potente da sconfiggere Bizzarro, e si ritrovò anche a battersi contro una Supergirl Bizzarro. La ricerca di Linda la portò tra le Amazzoni, dove Matrice era tenuta prigioniera da Lilith, la madre di tutti i demoni, che mandò Twilight sulle tracce di Supergirl, tenendo la sorella di questa in ostaggio per mantenere Twilight sotto il suo controllo. Lilith ferì gravemente Mary Marvel, Twilight e Linda, ma non prima che Matrice venisse liberata dalla prigione della demone. Linda chiese a Matrice di fondersi con Twilight, e le due insieme divennero il nuovo Angelo del Fuoco, utilizzando i nuovi poteri per guarire Mary e Linda, dando così a quest'ultima tutti i poteri che aveva quand'era fusa con Matrice. A questo punto, Matrice passò il mantello di Supergirl a Linda.

### Molti ritorni felici
Linda fu la nuova Supergirl per i soli sei numeri della serie del 1996. Con i suoi poteri tornati al livello originale, Linda incontrò un razzo spaziale che conteneva una giovane e vibrante Kara Zor-El dalla realtà pre-Crisi. Dopo un inizio complicato, le due divennero amiche, e Linda le faceva da mentore su come essere un'eroina.
La presenza di Kara nell'epoca post-Crisi stava destabilizzando il tempo. Lo Spettro (Hal Jordan) comparve e disse a Kara che era destinata a morire. Apparentemente, un'entità cosmica chiamata Fatalist alterò la linea temporale per il proprio divertimento e contrariare il suo maestro, Xenon, un essere con un odio patologico per Supergirl. Senza sorprese, la giovane Kara non accettò l'idea di essere destinata a morire giovane, e in lacrime pregò Linda di trovare un modo per salvarla. Linda si chinò su di lei per calmarla e mandarla via; solo dopo che se ne fu andata, Kara capì le vere intenzioni di Linda - Linda prese segretamente il posto di Kara e fu inviata nell'epoca pre-Crisi, fingendo di essere lei e attendendo di morire in sua vece, al fine di fornire a Kara la possibilità di vivere. Il Superman pre-Crisi scoprì il suo progetto e ammise di essere innamorato di lei (dopo l'arrivo in quell'universo, lei tentò di far credere a tutti di essere Kara, ma le sue abilità metaumane permisero a Superman di notare dei dettagli che gli resero chiaro che lei stava mentendo, come il fatto che il suo costume, a differenza di quello della vera Kara, era fatto di materiali terrestri). I due si sposarono ed ebbero una figlia di nome Ariella. Linda cambiò anche il suo costume. Fu proprio la presenza di Linda ad alterare la linea temporale, così che lo Spettro dovette riportarla a casa, non solo per ristabilire il corretto funzionamento della linea temporale, ma anche per salvare Kara da Xenon, che catturò la giovane Supergirl e pianificò di ucciderla.
Linda sconfisse Xenon, e rimandò una spaventatissima Kara nel suo universo, sapendo che questa, da adulta, sarebbe morta comunque in Crisi sulle Terre Infinite. La figlia di Linda fu risparmiata dallo Spettro e non fu cancellata dalla linea temporale (Linda informò lo Spettro che se avesse lasciato morire sua figlia, lei avrebbe lasciato morire l'universo), anche se Linda ebbe il cuore spezzato dalla sua decisione. Seppe che i suoi genitori ebbero un secondo figlio, ironicamente chiamato "Wally". Linda si riunì con i suoi genitori per l'ultima volta, prima di appendere il mantello al chiodo. Lasciò una nota per Clark e Lois spiegando la sua decisione, dicendo di sentire di aver deluso coloro che amava e che quindi non si sentiva più degna di portare la "S".
Secondo Peter David, se il suo lavoro su Supergirl non fosse terminato, avrebbe reso questa serie molto più simile al tipo di fumetto che era Birds of Prey, facendo comparire il trio Linda Danvers come Superwoman, la Kara Zor-El pre-Crisi come Supergirl corrente e Power Girl.
Secondo un'intervista con Newsarama, dopo gli event di Crisi Infinita, Dan DiDio affermò che la Supergirl Matrice fu spazzata via dall'esistenza. Tuttavia, Geoff Johns affermò successivamente "Per quanto riguarda questo...huh? Linda Danvers non è stata tolta del tutto dalla retcon".

### Reign in Hell
In Reign in Hell n. 1, luglio 2008, la squadra degli Shadowpact attaccò Linda Danvers nel suo appartamento in Gotham City, cosa che la spronò a difendersi. Manifestò le ali di fuoco che aveva quando si fuse con Matrice, ma perse comunque contro i poteri combinati di Blue Devil ed Enchantress. Tuttavia fu teleportata all'Inferno, poiché l'Inferno stava reclamando i suoi "debiti".
In Reign in Hell n. 6, Linda ricomparve nella storia di Dottor Occult. Comparve come un angelo caduto convocato da Lilith ma misteriosamente rilasciato. In Reign in Hell n. 7, Linda utilizzò la sua visione di fuoco per uccidere alcuni demoni feriti che erano rannicchiati intorno ad un piccolo fuoco da campeggio, e Dr. Occult fu inorridito dalla sua disponibilità nell'uccidere degli innocenti. Linda credeva che nessuno all'Inferno era innocente, condannando così Dr. Occult ad essere un'anima dannata. Linda disse di non meritarsi di stare intrappolata all'Inferno, e che avrebbe voluto vedere chiunque bruciare fino alla cenere prima di accettare di essere trattenuta lì ingiustamente. Dr. Occult fece un incantesimo per mostrare a Linda chi lei fosse in realtà, facendola volare via piena d'orrore.

## Poteri e abilità
Linda possiede forza e velocità super umane, così come la capacità di volare ed l'invulnerabilità mentre era separata da Matrice. Ha anche dei poteri telecinetici che utilizza per muovere molte forme diverse di materiale col pensiero. Linda può incanalare la sua energia telecinetica in colpi di forza mentale. Mentre si fondeva con Matrice, Linda poteva anche lanciare raggi ottici calorifici dagli occhi (chiamati visione di fuoco), formare ali angeliche di puro fuoco, e trasformare queste ali in un portale infuocato e "deviare" (teleportarsi) ovunque desiderasse andare. Linda sembrò aver riottenuto le sue ali infiammate e la visione di fuoco nella miniserie Reign in Hell.

## Altre versioni
- Supergirl: Wings rinarrò la storia dell'Angelo nato sulla Terra; qui, Linda Danvers è un'adolescente gotica corrotta da un demone, mentre il suo guardiano angelico, Matrice, crede che Linda sia oltre la speranza della redenzione. I due infine si fusero in un angelo che indossa il costume ispirato a quello di Supergirl.
- In JLA: Created Equal, Linda Danvers, quindici anni dopo una malattia che cancellò tutti gli uomini dalla faccia della Terra, cambiò il suo nome in Superwoman.
- In JLA: Act of God, Linda Danvers è una dei tanti eroi che persero i loro poteri a causa di un evento cosmico che rimosse i poteri ad un numero incalcolabile di eroi. Tuttavia, lei, insieme a Martian Manhunter (J'onn J'onzz), Aquaman (Arthur) e Flash (Wally West), si sottoposero ad un addestramento sotto di Batman e i suoi soci per essere ancora degli eroi. Cambiando il proprio nome in Justice, Linda e gli altri formarono il Phoenix Group.
- Fallen Angel di Peter David implicò che Lee, il personaggio principale, poteva essere Linda Danvers. Dato che il titolo fu pubblicato da un'altra compagnia, le sue origini reali la videro come guardiano angelico di nome Liandra. Tuttavia, Fallen Angels n. 14 della IDW Publishing introdusse un personaggio noto come "Lin". Quando David non poté affermare esplicitamente che il suo personaggio era Linda Danvers a causa di motivi legali, confermò la sua intenzione in un'intervista.